# كارييا (آيتشي)
كارييا مدينة تقع ضمن محافظة آيتشي في اليابان، تأسست في 4/1/1950، بلغ عدد تعداد سكانها في 1 يناير – 2008 حوالي 145117 مساحتها الإجمالية حوالي 50.45 كم٢ لتصبح كثافة سكانها 2876 نسمة لكل كيلو متر مربع.

## جغرافيا
تقع كاريا في وسط محافظة ايتشى.

## التوأمة
- ميسيسوجا، كندا.

## أعلام
- كوجي كوندو
- تاكاو كوندو
- تاكوما أومينامي